# Ruti Aga
Ruti Aga (ur. 16 stycznia 1994) – etiopska lekkoatletka specjalizująca się w biegach długich. 
Indywidualnie była czwarta, a drużynowo wraz z koleżankami zdobyła złoto, podczas mistrzostw Afryki w biegach przełajowych (2012). Srebrna medalistka w biegu na 5000 metrów z mistrzostw świata juniorów (2012). W 2013 zdobyła srebro mistrzostw świata w biegach przełajowych w drużynie juniorek.

## Osiągnięcia
| Rok  | Impreza                                   | Miejsce   | Konkurencja         | Pozycja    | Wynik    |
| ---- | ----------------------------------------- | --------- | ------------------- | ---------- | -------- |
| 2012 | Mistrzostwa Afryki w biegach przełajowych | Kapsztad  | bieg juniorek       | 4. miejsce | 20:07    |
| 2012 | Mistrzostwa świata juniorów               | Barcelona | bieg na 5000 m      | 2. miejsce | 15:32,95 |
| 2013 | Mistrzostwa świata w biegach przełajowych | Bydgoszcz | bieg juniorek       | 5. miejsce | 18:18    |
| 2013 | Mistrzostwa świata w biegach przełajowych | Bydgoszcz | drużyna juniorek    | 2. miejsce |          |
| 2013 | Mistrzostwa Afryki juniorów               | Bambous   | bieg na 5000 metrów | 1. miejsce | 16:01,08 |
| 2014 | Mistrzostwa Afryki w biegach przełajowych | Kampala   | bieg seniorek       | 7. miejsce | 26:33    |
| 2014 | Mistrzostwa Afryki w biegach przełajowych | Kampala   | drużyna seniorek    | 2. miejsce |          |
| 2019 | Mistrzostwa świata                        | Doha      | maraton             | –          | DNF      |

## Rekordy życiowe
- bieg na 3000 metrów – 8:56,73 (12 czerwca 2013, Nijmegen)
- bieg na 5000 metrów – 15:13,48 (18 maja 2013, Szanghaj)
- bieg na 10 kilometrów – 31:35 (2 września 2012, Tilburg)
- maraton – 2:18:34 (16 września 2018, Berlin)